# Distretto di Huai Thap Than
Il distretto di Huai Thap Than (in thailandese: ห้วยทับทัน) è un distretto (amphoe) della Thailandia, situato nella provincia di Sisaket.